# Le Margnès
Le Margnès era una comuna francesa situada en el departamento de Tarn, de la región de Occitania, que el 1 de enero de 2016 pasó a ser una comuna delegada de la comuna nueva de Fontrieu al fusionarse con las comunas de Castelnau-de-Brassac y Ferrières.

## Demografía
| Gráfica de evolución demográfica de Le Margnès entre 1800 y 2013 |
|                                                                  |

Los datos demográficos contemplados en este gráfico de la comuna de Le Margnès se han cogido de 1800 a 1999 de la página francesa EHESS/Cassini, y los demás datos de la página del INSEE.